# 王家乙
王家乙（1919年—1988年），男，江苏南京人，中国电影艺术家，长春电影制片厂导演、原副厂长。导演代表作有《五朵金花》、《小字辈》、《相约在凤尾竹下》等。

## 家庭
妻子是译制片导演林白。